# Kuros (NAMA 4890)

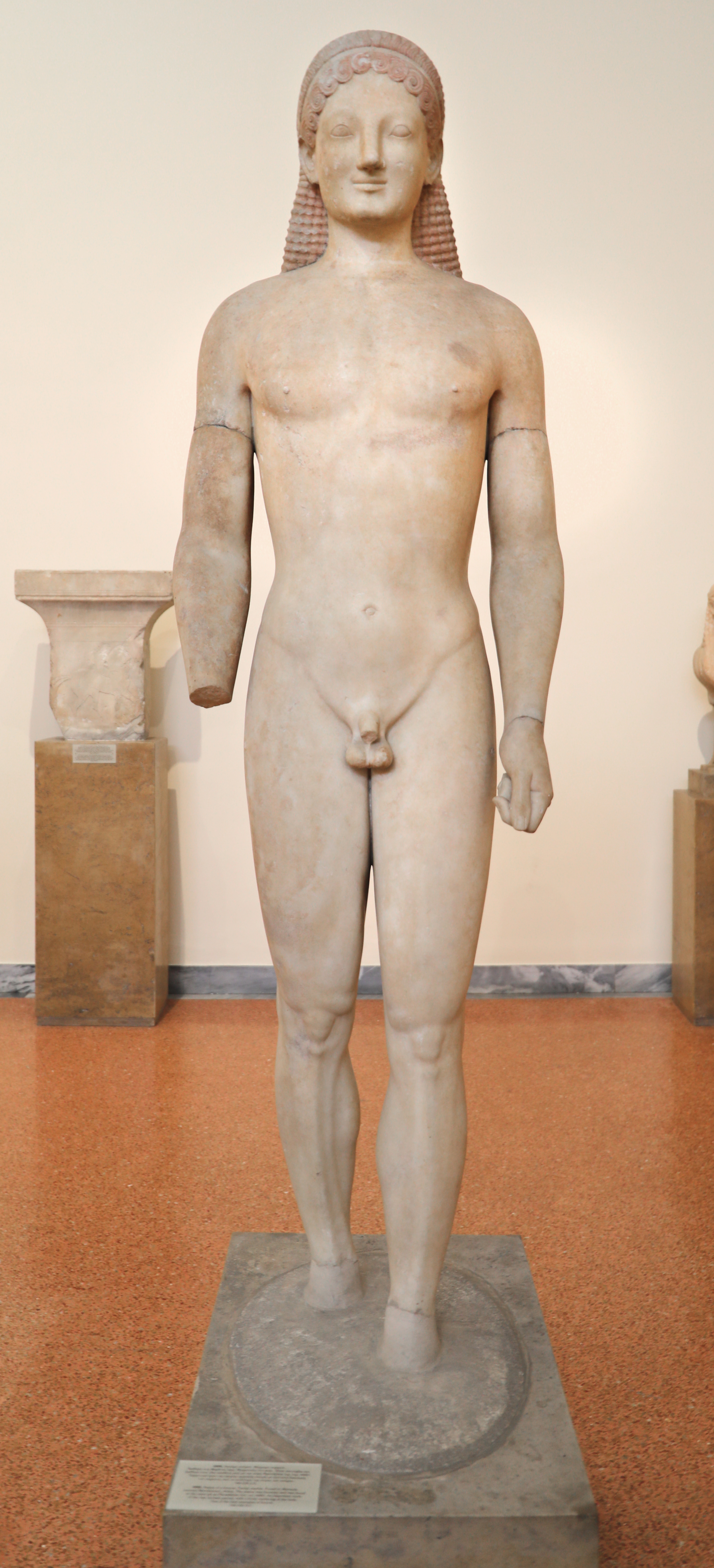
Kuros de Merenda expuesto en el Museo Arqueológico Nacional de Atenas.

El Kuros de Merenda (NAMA 4890) o Kuros de Merenda es una estatua griega de finales de la época arcaica creada aproximadamente entre 540 y 530 a. C., mide 1,89 metros de altura y está hecho de mármol de Paros. En la actualidad, se exhibe en la colección de esculturas del Museo Arqueológico Nacional de Atenas.

## Descubrimiento
Extremadamente bien conservado, aun manteniendo algunos restos de pigmentos. Fue descubierto junto a la Kore de Frasiclea en la actual Merenda, Grecia en 1972, a unos 40 km al sureste de Atenas.  La zona formaba parte de la necrópolis del demo ático (Ática) de Mirrinunte. La Kore de Frasiclea y el Kuros yacían in situ en una fosa poco profunda personalizada frente a frente, a 11 pulgadas de la superficie, con un anillo de plomo vertido entre los pies de las estatuas.
Todavía se especula sobre cómo fueron enterradas estas dos estatuas. Una teoría es que las estatuas fueron enterradas antes de las guerras Médicas con el fin de evitar la profanación, aunque se encontraron en mucho mejor estado que el Perserschutt.
Los eruditos también especulan con la posibilidad de que las estatuas sean las de un hermano y una hermana, talladas por Aristión de Paros, cuyo nombre se encontró en la base de Frasiclea descubierta dos siglos antes, en 1729-1730. Probablemente eran miembros de los alcmeónidas, que sufrieron el exilio y la profanación causados por el tirano Pisístrato.

## Descripción
Tiene la pierna izquierda adelantada. El pelo del kuros, con unda diademas, se organiza con rizos en forma de concha en la frente y cuelga por la espalda, con una diadema.En la frente lleva rizos en forma de concha, en la parte superior de la cabeza son ondulados y en la espalda cuelgan veinte mechones con cuentas. La frente es ancha y plana, y los ojos pequeños y almendrados ejecutados en un estilo "antiguo".  Los brazos apenas separados de los muslos cuelgan con los codos un poco flexionados. Su mano derecha mantiene un puño natural con los dedos escalonados, pero le faltan la mano izquierda y ambos pies desde los tobillos hacia abajo y la mano izquierda desde la muñeca. También se observa que se conserva el pigmento rojo, concretamente alrededor del pelo, las cejas y los pezones.